# Nabila Oulebsir
Nabila Oulebsir (Alger, 1963) és una historiadora de l'art algeriana. És una de les principals especialistes en el patrimoni i l'urbanisme d'Algèria, tomes sobre els quals ha escrit diversos llibres i ha comissariat vàries exposicions. És investigadora a l'École des hautes études en sciences sociales de París i professora d'Història de l'arquitectura i del patrimoni a la Universitat de Poitiers. Ha realitzat estades de recerca al Getty Research Institute de Los Angeles i al Wissenschaftskolleg de Berlín. Així mateix, és redactora en cap de la revista Histoire de l'art i ha publicat, entre altres títols, Alger. Paysage urbain et architectures (Éditions de l'Imprimeur, 2003) i Les usages du patrimoine. Monuments, musées et politique coloniale en Algérie, 1830-1930 (Éditions de la Maison des Sciences de l'homme, 2004).